# Granada (tartomány)
Granada tartomány egy tartomány Spanyolországban, Andalúzia autonóm közösségben.
Vannak követelések, amelyek Granadát, Almeríával és Málagával összekapcsolva, Andalúziától önálló autonóm közösséget akarnak létrehozni Granada néven, ám ez még nem érett tényleges mozgalommá.